# Styrmir Þrastarson
Styrmir Snær Þrastarson (Pjodskra, 2 augustus 2001) is een IJslands basketballer.

## Carrière
Þrastarson maakte zijn debuut voor Þór Þorlákshöfn in 2016 en speelde voor de club tot in 2021. Hij werd gedurende het seizoen 2019/20 uitgeleend aan Hamar. Van 2021 tot 2022 speelde hij collegebasketbal voor de Davidson Wildcats. In 2022 keerde hij terug naar IJsland en ging opnieuw spelen voor Þór Þorlákshöfn. In 2023 tekende hij bij de Belgische eersteklasser Union Mons-Hainaut.

## Privéleven
Þrastarsons broer Tómas Þrastarson is ook een profbasketballer.

## Erelijst
- IJslands landskampioen: 2021
- IJslands Super Cup: 2016, 2017
- Úrvalsdeild karla Domestic All-First Team: 2021
- Úrvalsdeild karla Young Player of the Year: 2021